# Lawrence S. Bacow

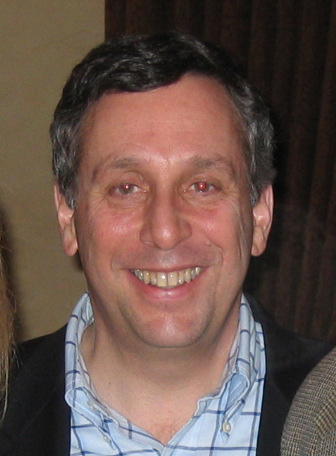
Lawrence S. Bacow

Lawrence Seldon Bacow (Lawrence S. Bacow) (* 24. August 1951 in Detroit, Michigan) ist ein US-amerikanischer Umwelt- und Wirtschaftswissenschaftler. Von 2018 bis 2023 war er Präsident der Harvard University und zuvor von 2001 bis 2011 Präsident der Tufts University.

## Biografie

### Familie und Ausbildung
Bacow ist der Sohn jüdischer Eltern, die den Holocaust überlebten. Seine Mutter Ruth Wertheim (1927–1994), die gebürtig aus Gießen stammte und bis zur Deportation 1942 in Londorf lebte, überlebte als einzige ihrer Familie die KZs Theresienstadt und Auschwitz und emigrierte 1946 in die USA. Bacows belarussischer Vater aus Minsk, Mitchell Bacow (1915–2007), war bereits als Kind auf der Flucht vor Pogromen in die USA gekommen und wurde dort Anwalt. Bacow wuchs in Pontiac (Michigan) auf und ging dort zur Schule.
Ab 1969 studierte er Wirtschaftswissenschaften am Massachusetts Institute of Technology (MIT), wo er 1972 einen Bachelorabschluss erwarb. Sein Mentor dort war der spätere Nobelpreisträger Robert M. Solow. Im Anschluss wechselte er an die Harvard University und erlangte dort 1976 einen Juris Doctor (J.D.) von der Harvard Law School sowie einen Master of Public Policy an der Kennedy School of Government. 1978 erhielt er an letzterer mit seiner unter der Betreuung von Mark H. Moore und Richard Zeckhauser angefertigten Dissertationsschrift Regulating Occupational Hazards through Collective Bargaining einen Ph.D. (Doktor).
Er ist verheiratet mit Adele Fleet Bacow, der Präsidentin einer Stadtplanungsfirma. Beide haben zwei Söhne und wohnen in Brookline, Massachusetts.

### Hochschullehrer und Universitätspräsident
Bacow kehrte 1977 ans Massachusetts Institute of Technology zurück und war dort die nächsten 24 Jahre lang tätig. Nach einer zunächst befristeten Stelle als Dozent am dortigen Department für Urbanistik und Stadtplanung wurde er dort Professor für Environmental Studies sowie später Leiter des Departments (Dekan). Von 1998 bis 2001 war er in der Nachfolge von Paul E. Gray Kanzler des MIT.
Im September 2001 wurde er als Nachfolger von John A. DiBiaggio zum zwölften Präsidenten der Tufts University in Boston gewählt. Die Leitung der Universität hatte er bis 2011 inne.
2010 ernannte US-Präsident Barack Obama ihn zum Beirat der Initiative des Weißen Hauses für historisch afroamerikanische Colleges und Hochschulen.
Im Mai 2011 wurde Bacow zum Mitglied der Harvard Corporation ernannt. Im Februar 2018 wurde er 29. Präsident der Harvard University als Nachfolger von Drew Gilpin Faust. Bei seiner Vorstellung sagte er gerichtet gegen Donald Trump: „Ich sehe dieses Amt als eine Chance, nicht nur Harvard zu dienen, sondern – in diesen besonderen Zeiten – dem gesamten System akademischer Ausbildung. Es ist das erste Mal in meinem Leben, dass Menschen den Wert universitärer Bildung anzweifeln und infrage stellen.“ Unter seiner Leitung wurde zudem unter anderem 2019 eine Kommission zur Aufarbeitung der Verbindungen Harvards zur Sklaverei eingerichtet, die 2022 ihren Bericht veröffentlichte. Im Juni 2022 kündigte Bacow an, zur Mitte des folgenden Jahres 2023 als Universitätspräsident zurückzutreten. Zu seiner Nachfolgerin wurde Claudine Gay gewählt, die das Amt im Juli 2023 antrat.
Bacow ist seit 2003 Mitglied der American Academy of Arts and Sciences.